# Gran Premi de Plouay Bretagne
El Gran Premi de Plouay Bretagne (anteriorment anomenat Gran Premi de Plouay femení) és una competició ciclista femenina que es disputa anualment a Plouay, a la Bretanya. Creat al 1999, va formar part de la Copa del Món de ciclisme femení del 2002 al 2015. Des del 2016, és una de les proves de l'UCI Women's WorldTour.

## Palmarès
| Any  | Vencedor                           | Segon                  | Tercer                 |
| ---- | ---------------------------------- | ---------------------- | ---------------------- |
| 1999 | Anna Wilson                        | Hanka Kupfernagel      | Tracey Gaudry          |
| 2000 | Diana Žiliūtė                      | Pia Sundstedt          | Mirjam Melchers        |
| 2001 | Anna Millward                      | Mirjam Melchers        | Susanne Ljungskog      |
| 2002 | Regina Schleicher                  | Petra Rossner          | Susanne Ljungskog      |
| 2003 | Nicole Cooke                       | Judith Arndt           | Mirjam Melchers        |
| 2004 | Edita Pučinskaitė                  | Mirjam Melchers        | Oenone Wood            |
| 2005 | Noemi Cantele                      | Edita Pučinskaitė      | Monica Holler          |
| 2006 | Nicole Brändli                     | Giorgia Bronzini       | Nicole Cooke           |
| 2007 | Noemi Cantele                      | Nicole Cooke           | Marta Bastianelli      |
| 2008 | Fabiana Luperini                   | Luise Keller           | Suzanne de Goede       |
| 2009 | Emma Pooley                        | Marianne Vos           | Emma Johansson         |
| 2010 | Emma Pooley                        | Marianne Vos           | Emma Johansson         |
| 2011 | Annemiek van Vleuten               | Evelyn Stevens         | Marianne Vos           |
| 2012 | Marianne Vos                       | Tiffany Cromwell       | Elisa Longo Borghini   |
| 2013 | Marianne Vos                       | Emma Johansson         | Anna van der Breggen   |
| 2014 | Lucinda Brand                      | Marianne Vos           | Pauline Ferrand-Prévot |
| 2015 | Lizzie Armitstead                  | Emma Johansson         | Pauline Ferrand-Prévot |
| 2016 | Eugenia Bujak                      | Elena Cecchini         | Joëlle Numainville     |
| 2017 | Lizzie Deignan                     | Pauline Ferrand-Prévot | Sarah Roy              |
| 2018 | Amy Pieters                        | Marianne Vos           | Coryn Rivera           |
| 2019 | Anna van der Breggen               | Coryn Rivera           | Amy Pieters            |
| 2020 | Lizzie Deignan                     | Elizabeth Banks        | Chiara Consonni        |
| 2021 | Elisa Longo Borghini               | Gladys Verhulst        | Kristen Faulkner       |
| 2022 | Margarita Victoria García Cañellas | Amber Kraak            | Grace Brown            |
| 2023 | Mischa Bredewold                   | Marta Lach             | Sofia Bertizzolo       |
| 2024 | Mischa Bredewold                   | Chloé Dygert           | Liane Lippert          |
| 2025 |                                    |                        |                        |